# Témia masquée
Dendrocitta frontalis
Espèce
Statut de conservation UICN

 LC  : Préoccupation mineure
La Témia masquée (Dendrocitta frontalis) est une espèce de passereaux de la famille des Corvidae. Cette témia rare peuple les forêts denses aux pieds de l'Himalaya, depuis le nord-est de l'Inde jusqu'au Tonkin. Elle se distingue des autres témias de la zone, la Témia vagabonde et la Témia de Swinhoe, par sa nuque, ses épaules et sa poitrine blanche, délimitant un masque noir qui lui donne son nom.

## Répartition et habitat
Elle se trouve du pied des montagnes jusqu'à 2100 m d'altitude dans une bande allant de l'est de l'Himalaya, au Bhoutan et dans le nord-est de l'Inde (Arunachal Pradesh, est de l'Assam) jusqu'en Chine du Sud (extrême sud-est du Tibet, ouest du Yunnan) en passant par le nord du Myanmar. Une population apparemment isolée existe au nord du Viêtnam (nord du Tonkin).
Elle fréquente les forêts humides denses, de préférence avec des bosquets étendus de bambou. 

## Description
Elle mesure 38 cm pour un poids d'environ 100 g. Son gabarit est similaire à celui des autres espèces du genre Dendrocitta, avec un bec un peu plus long et plus arqué.
Le front, la face et la gorge sont noirs, formant le masque qui donne son nom à l'espèce et qui la distingue aisément des autres témias de la même zone. La nuque, le cou, le haut du manteau et la poitrine sont d'un gris argenté à bleuté, d'où le nom anglais collared treepie ou témia à collier. Le manteau, le dos et les petites couvertures sont d'un marron roux. Les couvertures moyennes et grandes sont grises, formant un bandeau gris sur l'aile fermée, tandis que les rémiges et les rectrices sont noires. L'iris est marron roux ou rouge foncé. Le bec, court et massif, ainsi que les pattes sont noires.
Les deux sexes sont identiques. Les juvéniles sont un peu plus ternes.

## Écologie et comportement

### Alimentation
La Témia masquée est omnivore. Elle se nourrit d'invertébrés et de leurs larves, ainsi que de petits vertébrés et des œufs de petits oiseaux, de graines et de baies.
Son comportement est décrit comme similaire à la Témia de Swinhoe, c'est-à-dire qu'elle cherche sa nourriture dans les arbres, en couple ou en petits groupes. Elle a été vue observant et capturant en vol des termites ailées depuis le sommet des bosquets de bambou, à la manière des drongos.

### Reproduction
Les couples sont nicheurs solitaires. La saison de reproduction s'étend d'avril à juin. Le nid est plus compact que celui de la Témia de Swinhoe, garni de petites racines et autres matériaux végétaux confortables, bien caché dans un bosquet de bambou ou au-dessus de broussailles, à l'orée de la forêt. La ponte compte trois à quatre œufs. La durée d'incubation et le développement des jeunes ne sont pas connus.

### Voix
La voix est mal documentée. Ses vocalisations sont décrites comme typiques du genre Dendrocitta, certaines métalliques et musicales, d'autres grinçantes et discordantes,.

## Taxonomie
L'espèce a été décrite en 1840 par le naturaliste américain Thomas Horsfield. Elle est monotypique. La population du Tonkin a été décrite comme la sous-espèce kurodae, mais cette race n'est pas largement reconnue.